# Fabian Kauter
Fabian Kauter (Berna, 23 settembre 1985) è uno schermidore svizzero.

## Biografia
Ha conquistato medaglie nei campionati europei di scherma: oro a Copenaghen nel 2004 nella gara di spada a squadre, bronzo a Gand nel 2007 nella gara di spada individuale e argento a Plovdiv nel 2009 nella gara di spada a squadre.

## Palmarès
- Mondiali

Catania 2011: bronzo nella spada a squadre e nella spada individuale.
Budapest 2013: bronzo nella spada individuale.
Mosca 2015: bronzo nella spada a squadre.
- Europei

Copenaghen 2004: oro nella spada a squadre.
Gand 2007: bronzo nella spada individuale.
Plovdiv 2009: argento nella spada a squadre.
Sheffield 2011: bronzo nella spada individuale.
Legnano 2012: oro nella spada a squadre.
Zagabria 2013: oro nella spada a squadre.
Montreux 2015: bronzo nella spada a squadre.